# Стоунуол (окръг, Тексас)
Окръг Стоунуол (на английски: Stonewall County) е окръг в щата Тексас, Съединени американски щати. Площта му е 2383 km², а населението - 1693 души (2000). Административен център е град Аспърмонт.